# Heike Mundzeck
Heike Mundzeck, geborene Langosch (* 19. März 1938 in Hamburg; † 24. Februar 2023 ebenda), war eine deutsche Journalistin und Fernsehautorin.

## Leben
Heike Mundzeck hätte nach Wunsch des Vaters ein Junge werden sollen. Der Katholik, Jurist und Polizeipräsident von Kiel ließ die Synagoge von Friedrichstadt in das Wohnhaus der Familie umbauen, wo Mundzeck 1944 mit zwei Geschwistern von ihrer protestantischen Mutter großgezogen wurde. Als Kind hegte sie den Berufswunsch Pferdezureiterin zu werden. Aber mit 16 Jahren stand dann fest, dass sie in den Journalismus gehen wollte. Dazu studierte sie von 1957 bis 1963 Rechts- und Staatswissenschaften an den Universitäten von Freiburg, Hamburg, Innsbruck und Marburg und beendete dies mit dem Staatsexamen. Von 1987 bis 1990 machte sie eine Ausbildung in körperorientierter Gestalttherapie.
Von 1963 bis 1964 war Heike Mundzeck Volontärin bei der Tageszeitung Die Welt in Berlin, Essen und Hamburg. Anschließend arbeitete sie als Redakteurin im Kulturteil des Blatts. Ab 1971 war sie freie Journalistin und schrieb viele Jahre für Tages- und Wochenzeitungen (u. a. Frankfurter Rundschau, Die Zeit) sowie für Frauenzeitschriften (Brigitte, Für Sie, Petra). Sie war u. a. als Fernsehkritikerin und Interpretin von Rechtsreformen tätig.
Ab 1973 war Mundzeck Filmemacherin (Buch und Regie, dann auch Produktion) und hat an mehr als 100 Fernsehproduktionen (Dokumentationen, Features, Reportagen) über Benachteiligung und Gewalt in unserer Gesellschaft für ARD und ZDF sowie für die Bundeszentrale für politische Bildung und andere Bildungseinrichtungen gearbeitet. Laut Journalistinnenbund hat Heike Mundzeck durch ihre Arbeit „Frauen in einer globalisierten Welt Aufklärung und Unterstützung vermittelt“.
Von 1994 bis 2003 war Heike Mundzeck Vorstandsmitglied der Hamburgischen Anstalt für neue Medien. Sie war Mitglied der Arbeitsgemeinschaft Dokumentarfilm (AG DOK) und engagierte sich zum Beispiel im ZONTA-Club, einem weltweiten Zusammenschluss berufstätiger Frauen in leitenden oder selbständigen Positionen.

## Auszeichnungen
- Ludwig-Thoma-Medaille für mutigen Journalismus 1989
- Eduard-Rhein-Kulturpreis (1989)
- Pressepreis des Deutschen Anwaltsvereins 1990
- Jakob-Kaiser-Preis des Ministeriums für gesamtdeutsche Fragen 1991
- Diplom des Deutschen Industrie- und Wirtschaftsfilm-Forums 1995
- Lebensuhr (2002) der Gesellschaft für Humanes Sterben
- Hedwig-Dohm-Urkunde des Journalisteninnenbundes 2008[4]

## Filmographie (Auswahl)
- Ansichtssache (1988)
- Ein Kind zum Wegwerfen? (1988)
- Mit unnachgiebiger Härte (1989)
- Justitias Töchter (1990)
- Was hätten wir denn noch tun können? (1991)
- Dass die Sehnsucht nicht vergeht (1992)
- Eine verlorene Liebe (1992)
- Manchmal habe ich große Angst (1993)
- Im Schatten des Holocaust. Kinder der Opfer – Kinder der Täter (1994)
- Leben in zwei Welten (1994)
- Endlich das Schweigen brechen (1995)
- Im Zeichen der Schuld (1995)
- Ich hätte geschossen, damals (1997)
- Wer hier keine Angst hat (1997)
- Musik, das war Leben (1998)
- Leben mit dem Massengrab (1999)
- In Würde sterben (2001)
- Kinder sind unschlagbar! Keine Gewalt in der Erziehung (2001)
- Ein Recht auf meinen Tod (2002)
- Die Soldaten mit dem halben Stern – Als „jüdische Mischlinge“ in der Wehrmacht (2003)
- Wer wohnte in der Synagoge von Friedrichstadt (2004)
- Die „Sache“ – Feldzug gegen ein Tabu / Kindeswohl und Elternverantwortung (2007)
- Klug sein allein genügt nicht. Kinder brauchen emotionale Intelligenz. (2006)
- Ein Leben beginnt ... Babys Entwicklung verstehen und fördern (2008)
- Krippenkinder: Familie und Tagesbetreuung in gemeinsamer Verantwortung (2011)
- Kinder lassen sich nicht scheiden (2013)

## Werke (Auswahl)
- Kinder lernen fernsehen. Was, wann, wie lange und wozu? Rowohlt, Reinbek 1973, ISBN 3-499-16834-0.
- zusammen mit Harald Hohenacker: Spielmobil-Spielbuch. Wahre und phantastische Geschichten für jeden Tag. Deutsche Verlags-Anstalt, Stuttgart 1975, ISBN 3-421-02444-8.
- zusammen mit Uta und Wolfgang Buresch: Das Maxi + Mini Buch. Geschichten für Kinder und Eltern. Deutsche Verlags-Anstalt, Stuttgart 1977, ISBN 3-421-02443-X.
- Scheiden tut weh. Die Geschichte einer Scheidung. Mit Berichten von Eltern, Kindern, Richtern und Fürsorgern. Rowohlt Verlag, Reinbek 1977, ISBN 3-499-20142-9.
- zusammen mit Wilfried Schneider: Praktische Medienerziehung. Fernsehen, Hörfunk, Programmzeitschrift. Beltz, Weinheim u. a. 1979, ISBN 3-407-62023-3.
- Carola Stern: Was haben die Parteien für die Frauen getan? (mit Heike Mundzeck als einer von mehreren Mitarbeiterinnen) Rowohlt Taschenbuch, Reinbek 1982, ISBN 3-499-14006-3.
- „Als Frau ist es wohl leichter, Mensch zu werden“ – Gespräche mit Dorothee Sölle, Margarethe von Trotta, Heidemarie Wieczorek-Zeul. Rowohlt, Reinbek 1984, ISBN 3-499-15354-8.